# Enric Llaudet i Ponsa
Enric Llaudet i Ponsa (Barcelona, 1916 – Barcelona, 2003) fou empresari tèxtil i president del Futbol Club Barcelona des del 7 de juny de 1961 (successor de Francesc Miró-Sans) al 17 de gener de 1968 (substituït per Narcís de Carreras i Guiteras).
Se'l coneix sobretot per haver creat el Trofeu Joan Gamper el 1966.
La seva família provenia de la burgesia tèxtil, i era propietària de diverses fàbriques a tot el país i de la Colònia Llaudet de Sant Joan de les Abadesses. Enric Llaudet fou el màxim dirigent d'Hilaturas Llaudet. La seva relació amb el Futbol Club Barcelona s'havia iniciat ja amb el seu pare, que n'havia estat directiu, i ell mateix entrà a la junta el 1953.
Durant la seva presidència va haver d'afrontar una situació complicada econòmicament i esportivament, ja que d'una banda el club arrossegava els deutes de la construcció del Camp Nou, i de l'altra ja no hi havia les figures que havien marcat una època com Kubala o Luís Suàrez. El 1966, amb la venda dels terrenys del Camp de les Corts per 226 milions de pessetes a l'empresa de construcció Habitat, la situació econòmica es va alleujar. No obstant això, durant el seu mandat el club no va guanyar títols destacables (llevat d'una Copa del Generalísimo i una Copa de Fires), de manera que va haver d'afrontar una forta oposició que va acabar amb la seva dimissió.
L'any 2001 rep la Medalla al treball President Macià.